# Blossia maroccana
Blossia maroccana är en spindeldjursart som först beskrevs av Roewer 1933.  Blossia maroccana ingår i släktet Blossia och familjen Daesiidae. Inga underarter finns listade.